# 피겨스케이팅
피겨스케이팅(영어: figure skating, 문화어: 휘거경기)은 개인, 2인조, 또는 집단이 스케이트를 신고 얼음 위를 활주하며 갖가지 동작으로 기술의 정확성 및 예술성을 겨루는 경기로 '빙상의 예술'이라고도 하며, 동계 올림픽의 꽃이라고도 한다. 피겨스케이팅에서는 점프, 스핀, 리프트, 스텝, 턴 등 다양한 기술을 사용한다.
피겨스케이팅은 1908년에 첫 번째 동계 경기로 올림픽에 포함되었다. 올림픽 종목으로는 남녀 싱글 스케이팅, 페어 스케이팅, 아이스 댄싱 네 가지가 있다. 올림픽에 포함하지 않은 종목으로는 싱크로나이즈 스케이팅과 포스케이팅 등이 있다.

## 경기 종류 및 규정
동계 올림픽 경기에 포함되는 피겨스케이팅은 다음과 같은 종류가 있다.
- 싱글은 각각 남자부문과 여자부문이 있으며 점프, 스핀, 스텝 시퀀스, 스파이럴 등 요소를 프로그램에서 실행한다. 남자 4분, 여자 3분 30초
- 페어는 남자와 여자 혼성으로 구성한다. 페어에서는 하나의 요소를 같이 실행하기도 하며, 드로우 점프(남자가 여자를 점프할 수 있도록 던지는 것), 리프트(다양한 잡기와 자세로 남자가 여자를 머리 위로 올리는 동작), 페어 스핀(두 선수가 공통의 축을 중심으로 회전하는 동작), 데스 스파이럴(남자가 축이 되고 여자가 주위를 도는 것) 등 페어에서만 가능한 요소를 실행하기도 한다.
- 아이스 댄싱은 남자와 여자 혼성으로 구성된힌다. (이 때문에 부부, 부녀, 남매, 모자 (母子) 선수들로 구성하기도 한다.) 아이스 댄스는 서로 가까이 잡고 음악에 맞추어 복잡한 발기술을 실행한다. 아이스 댄스 리프트는 어깨보다 높으면 안 된다.

기타 피겨스케이팅 분야는 다음과 같다.
- 싱크로나이즈드스케이팅은 12 ~ 20명의 혼성 그룹을 이룬다. 이는 대체로 그룹의 대형의 정확성과 대형 사이의 복잡한 변형에 중점을 두는 단체 아이스 댄싱과 유사하다. 기본적인 대형은 휠, 블록, 라인, 서클, 인터섹션을 포함한다. 밀집 대형과 팀의 일체성을 유지하는 것이 이러한 요소들간에 선수들의 발놀림을 더욱 어렵게 한다.
- 컴펄서리 피겨는 선수들이 날을 이용하여 여러 개 원과 8자, 또는 유사한 모양을 빙상에 그리는 것이다. 정확도와 모양의 분명함, 깨끗한 정도, 회전의 원이 제 위치에 있는지 여부를 판정한다. 현재는 거의 행하여지지 않으며, 미국에서는 1999년에 전국대회 규모로서는 마지막으로 개최되었다.

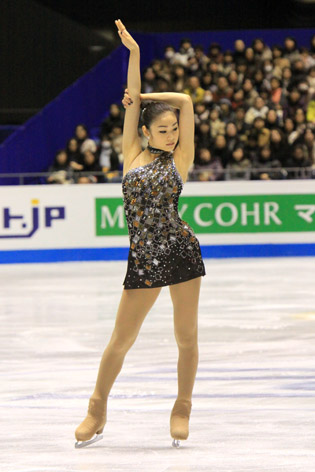
여자 싱글
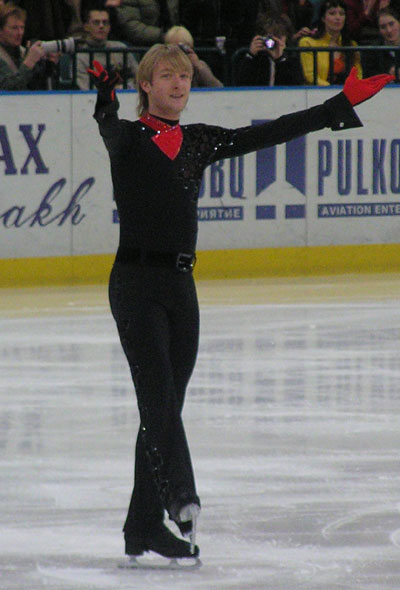
남자 싱글
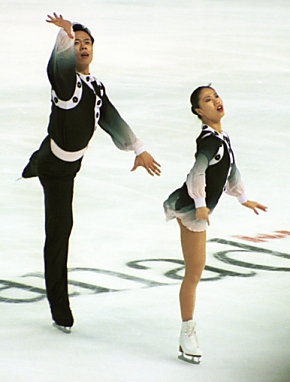
페어
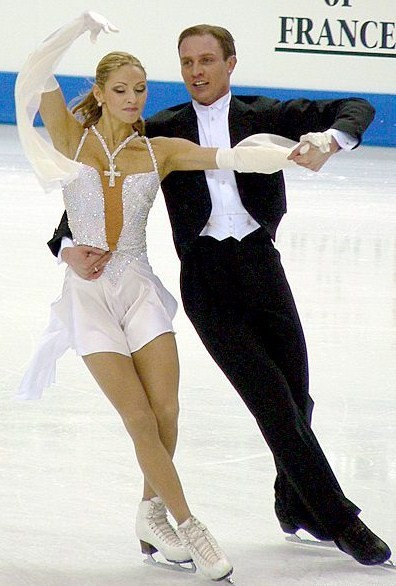
아이스댄싱
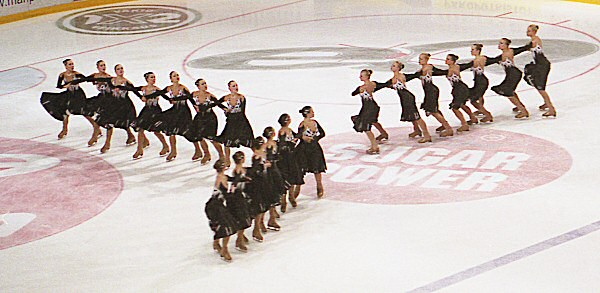
싱크로나이즈드 스케이팅
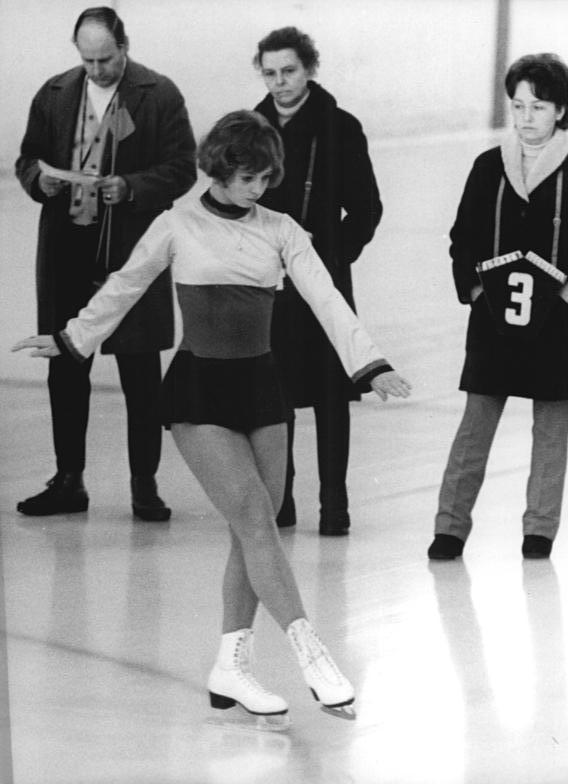
컴펄서리 피겨
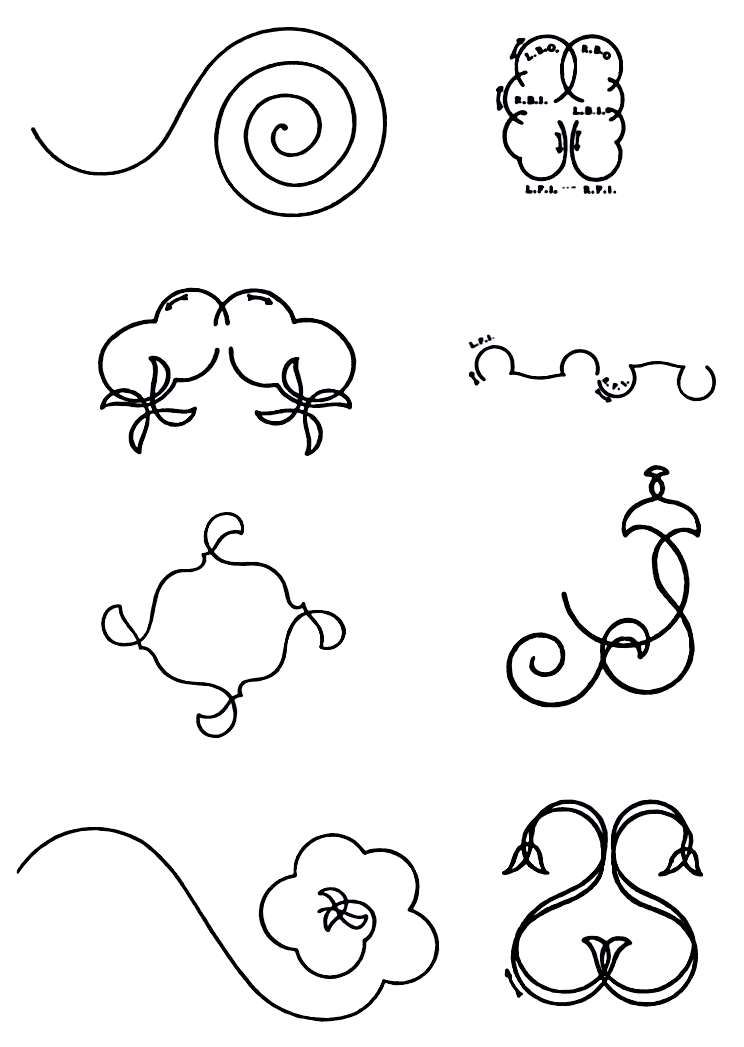
스페셜 피겨에 사용되는 무늬들

## 요소 및 동작

### 점프
점프는 피겨스케이팅의 중요 요소 중 하나이다. 점프는 스케이팅을 하는 사람(이후 선수)이 공중으로 도약하여 빠르게 회전하고 1회 이상의 회전을 마친 후 착지하는 것을 필요로 한다. 점프에는 여러 종류가 있는데, 선수가 도약하는 방법과 착지하는 방법, 완전히 회전하는 숫자에 따라 구분된다. 점프는 시계방향 또는 시계 반대방향으로 회전할 수 있다. 대부분의 선수들은 반시계방향으로 점프한다. (이후 설명은 반시계방향으로 점프하는 선수를 중심으로 한다.)
피겨스케이팅에는 점프 요소로 산출되는 여섯 가지의 점프 요소가 있다. 이들은 (반시계방향의 1회 이상 회전의 경우) 모두 한쪽 발의 우측 후방 바깥쪽날로 착지한다. 하지만, 여러 가지 도약이 있어서 이들이 구분된다. 이들은 크게 토 점프(Toe jump)와 엣지 점프(Edge jump)로 구분된다.

#### 토 점프

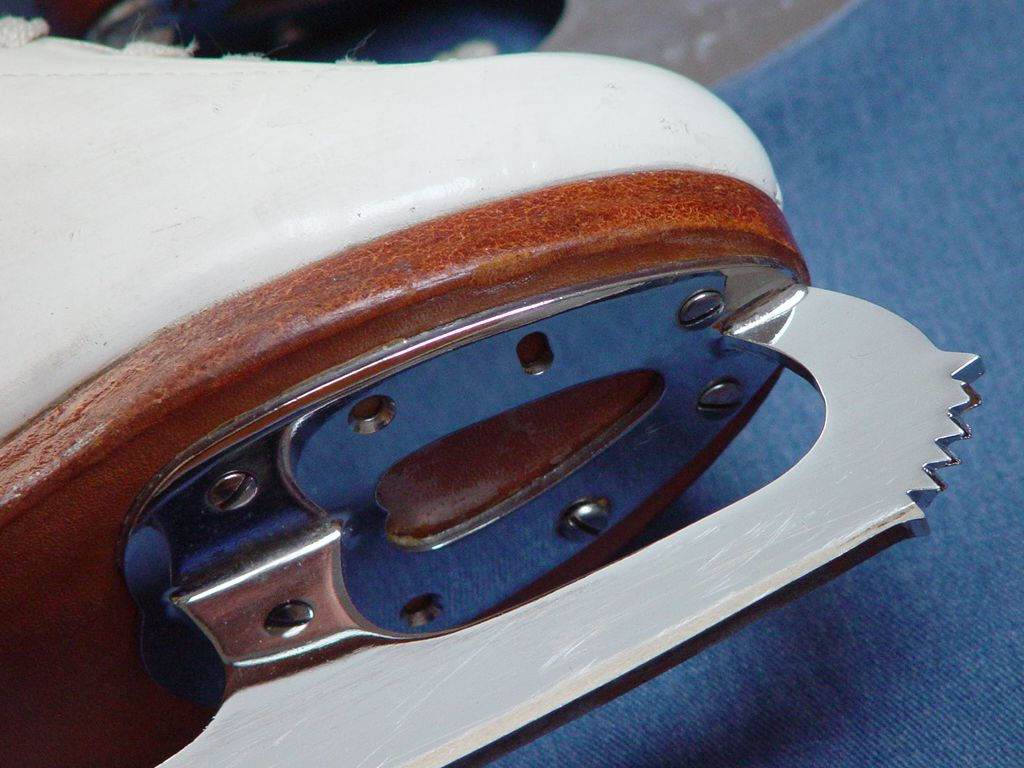
피겨 스케이트화 날의 윗부분과 토(toe)

토 점프는 한쪽 스케이트의 토 픽(toe pick, 스케이트날 앞쪽의 톱날 부분)을 얼음에 두드려 뛰어오르는 것으로, 다음과 같은 종류가 있다. (난이도가 낮은 것부터 높은 순으로)
1. '토룹'는 오른발의 후방 바깥날에서 도약하며, 왼쪽 발끝 픽에 의해 올려진다. ('토 월리'도 비슷하나, 오른쪽 발의 뒷쪽 안쪽날에서 도약한다.)
2. '플립'은 왼쪽발의 후방 안쪽날에서 도약하며, 오른쪽 토 픽에 의해 올려진다.
3. '러츠'는 왼쪽발의 후방 바깥날에서 도약하며, 오른쪽 토 픽에 의해 올려진다.

- 선수가 러츠에서 후방 안쪽날에서 도약하는 경우, 이를 '플러츠(Flutz)'라 한다. 선수가 플립에서 후방 바깥쪽날로 도약하면 '립(Lip)'라 한다. 플러츠와 립은 감점 대상이다.

#### 엣지 점프
엣지 점프는 발끝의 도움을 받지 않으며, 다음과 같은 종류가 있다.
1. '살코'는 좌측 후방 안쪽날에서 도약한다. 날의 방향이 바뀌는 것은 허용되며, 반대편 발이 점프를 돕고 한 발로 착지한다.
2. '룹'(리트버거 점프)는 우측 후방 바깥날로 도약하며, 동일한 날로 착지한다.
3. '악셀'은 전방 좌측 바깥날로 도약하는 회전 점프이다. 앞쪽날로 도약하기 때문에, 절반의 추가 회전이 포함되며, 통상 여섯 가지 점프 중 가장 어렵다고 여겨진다

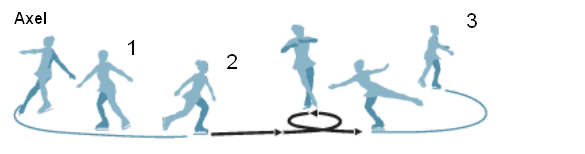
악셀 점프(Axel Paulsen jump)

#### 회전과 콤비네이션
각 점프에서의 공중에서 수행된 회전수에 따라 싱글(1회전), 더블(2회전), 트리플(3회전), 쿼드러플(일명 쿼드, 4회전)로 판정된다. 시니어 급의 남자 싱글 스케이트 선수는 대부분 대회에서 트리플과 쿼드러플로 점프한다. 악셀이 아닌 트리플 점프는 주로 여자 싱글 스케이트 선수가 실행한다.
단독으로 실행되는 점프 외에, 점프는 콤비네이션, 또는 시퀀스로 실행되기도 한다. 한 조(組)의 점프가 콤비네이션으로 인정받기 위해서는, 각각의 점프가 직전의 착지하는 날로부터 도약해야 하는데, 이 때에는 점프 사이에 걸음을 내딛으면 안되며, 회전하거나 날을 바꾸어도 안된다. 이 때문에, 컴비네이션에서 두 번째 또는 세 번째에 실행이 가능한 점프는 토 룹과 룹 뿐이다. 왜냐하면, 이들은 우측 후방 바깥날에서 도약하기 때문이다. 다른 점프를 콤비네이션 다음에 실행하려면, 오일러(Euler, 실제로는 완전한 회전이지만 좌측 후방 안쪽날로 착지한다.)와 같은 연결 점프를 이용하여 살코나 플립을 포함시킬 수 있다. 반면, 점프 시퀀스는 점프의 여러 조로, 점프 사이에 스텝이나 날의 변화를 포함시킬 수 있다.

### 스핀
스핀은 스케이터가 빙판 위에서 한 점을 중심으로 일정 자세를 유지하여 회전하는 피겨스케이팅의 요소이다. 대부분의 피겨스케이팅 대회에서 기본 요소이다. 스핀에서 선수는 토 픽 바로 뒷쪽의 볼(ball)로 불리는 스케이트날의 둥근 부분으로 회전한다. 스핀은 단독 또는 여러 형태의 스핀을 결합한 시퀀스로 실행된다.
스핀은 발의 어느 쪽으로도 할 수 있다. 점프처럼 대부분의 선수들은 반시계방향으로 회전하지만, 시계방향으로 회전하는 선수들도 있다. 선수에 따라서는 양쪽 방향으로 회전하기도 한다. 반시계방향으로 회전하는 선수에 있어서는 왼발이 하는 스핀을 포워드(foward,전방) 스핀 혹은 프론트(front, 앞) 스핀이라 하고, 오른발로 하는 스핀을 백(back,후방) 스핀이라 한다.
스핀은 스텝이나 점프를 통하여 시작할 수 있다. 점프를 통하여 시작된 스핀을 플라잉(flying)스핀이라 한다.
페어 스케이팅에서는, 스핀은 두 명의 파트너가 나란히 서서 동일하거나 결합된 스핀을 동시에 실행할 수 있다. 추가로, 페어나 아이스 댄싱에서는, 두 명의 선수가 서로 잡고 동일한 축을 도는 페어와 댄스 스핀이 있다.
스핀에는 업라이트 스핀(upright spin), 싯 스핀(sit spin), 카멜 스핀(camel spin)으로 구분되는 세 가지 기본 자세가 있다. 이들 자세로부터의 여러 가지 변형이 존재한다.

#### 업라이트 스핀
업라이트 스핀은 스케이팅 레그(빙면과 접촉해 있는 다리)가 곧게 펴져 있거나 살짝 구부러진 상태로 회전하는 스핀이다.레벨은 약자 USp 바로 뒤에 숫자를 붙여서 USp4 처럼 표시한다.. 많은 변형자세가 있다. 업라이트 스핀에는 다음과 같은 것들이 있다.
- 기본 양발(basic two-foot) 스핀 : 두발을 빙판에 두고 도는 업라이트 스핀이다.
- 기본 한발(basic one-foot) 스핀 : 빙판에 한발을 두고 도는 업라이트 스핀이다.
- 스크래치(scratch) 스핀 : 빙판에 있는 발의 앞에 나머지 떠있는 발을 교차시키는 업라이트 스핀이다. 뒤쪽방향의 안쪽날로 돈다.
- 백스크래치(back scratch) 스핀 : 스크래치 스핀과 유사하나 스크래치 스핀과는 반대되는 발로 뒤쪽방향 바깥날로 돈다.
- 크로스풋(crossfoot) 스핀 : 한쪽 다리를 빙판의 나머지 발 뒤로 교차시키는 백 업라이트 스핀이며 이때 발을 내려놓으면 양발 스핀이 된다.
- 레이백(layback) 스핀 : 레이백 스핀은 주로 여성들이 하는 업라이트 스핀으로서 등을 뒤로 하고 떠있는 한쪽 발을 뒤로 구부리고 양팔은 주로 위로 뻗은 자세에서 한다. 이 스핀의 일반적인 변형자세로는 레이백 스핀자세에서 떠있는 발을 잡아 머리쪽으로 당기는 캐치풋 레이백(catch foot layback) 스핀 혹은 헤어커터 레이백(haircutter layback) 스핀이 있다. ISU 채점 체계에서는 별도의 스핀으로 분류된다.
- 에티튜드(attitude) 스핀
- 비엘만 스핀(Biellmann) : 레이백 스핀의 변형 스핀으로서 떠있는 발을 머리 뒤 위쪽으로 올린다. 한손 혹은 양손 비엘만 스핀이 있다. 이 스핀은 어깨, 등, 엉덩이, 다리에 극도의 유연성이 요구된다. 1981년 세계선수권 우승자인 데니스 비엘만이 처음 시도하였고 스핀 이름이 그녀의 이름에서 지어졌다. ISU 채점 체계에서는 레이백 스핀을 별도로 구별한다.
- I 스핀 : 수직에 가까운 각도로 끌어 올리는 스핀이다.
- Y 스핀 : 떠있는 발을 옆으로 뻗어서 팔로 잡는 업라이트 스핀이다. 스케이트화나 발목을 잡는다.
- 샷건(shotgun)스핀 : 떠 있는 발을 빙판과 수평으로 하여 팔로 잡는 업라이트 스핀의 변형 자세이다.

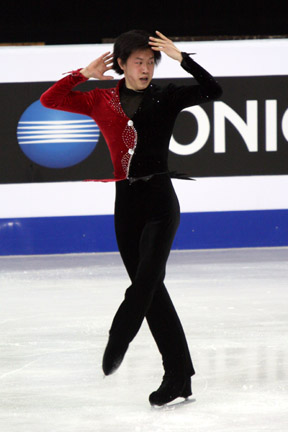
스크래치(Scratch) 스핀
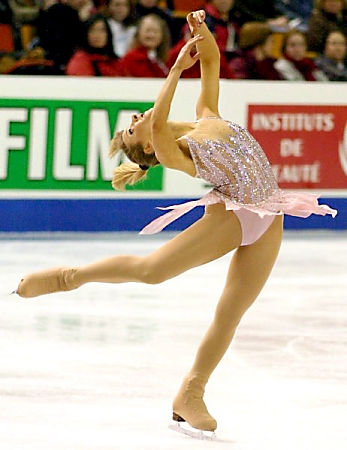
레이백(Layback) 스핀
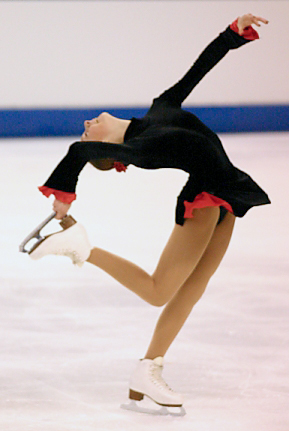
캐치풋 레이백(Catch foot layback) 스핀
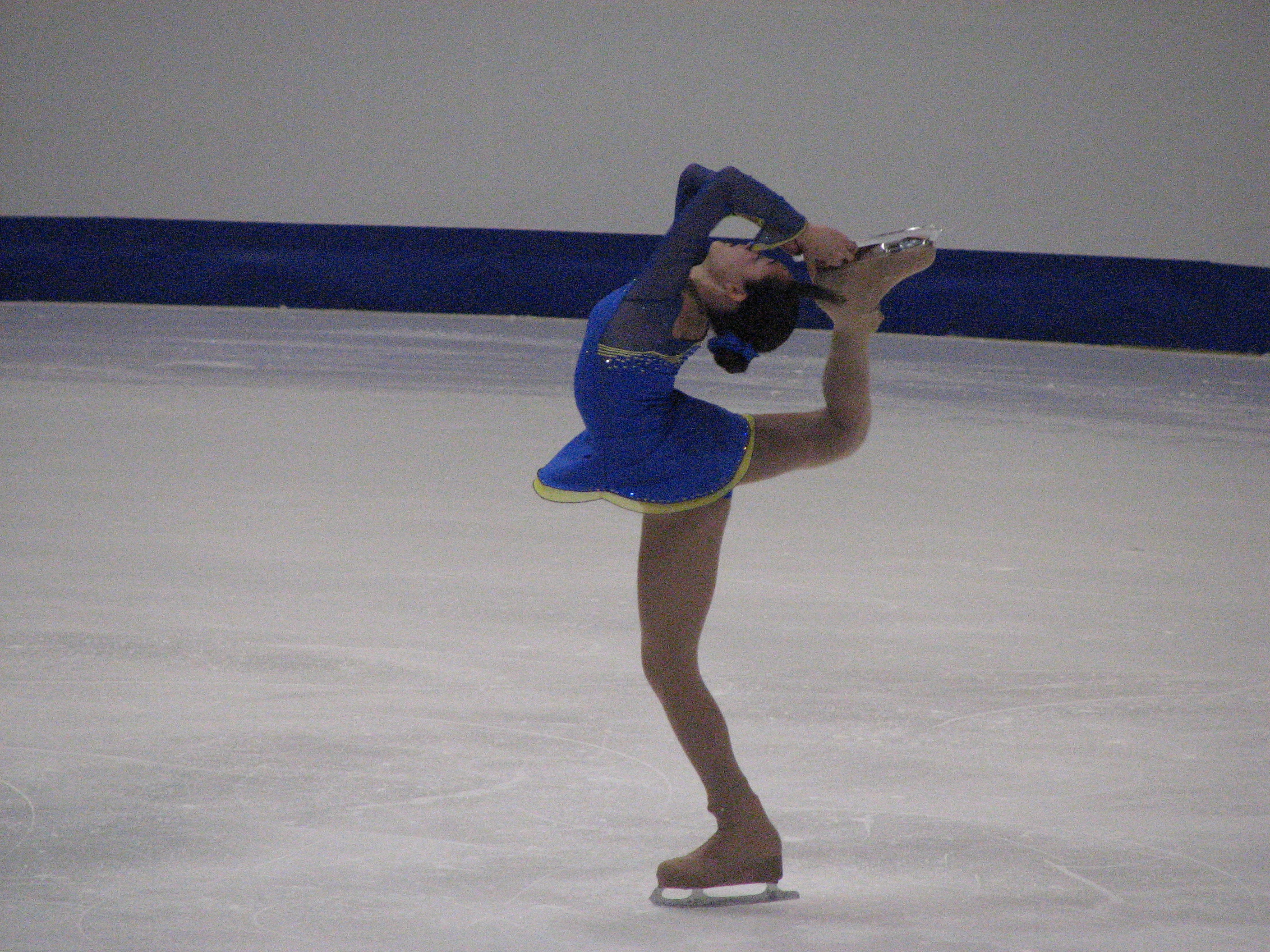
헤어커터 레이백(Haircutter layback) 스핀
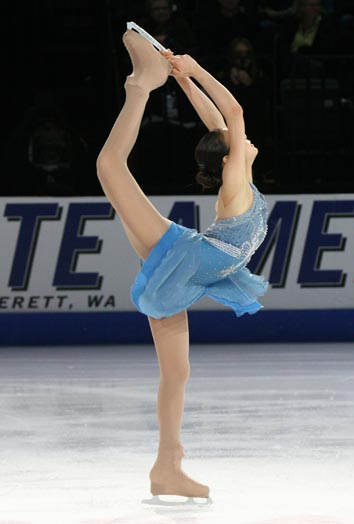
비엘만(Biellmann) 스핀
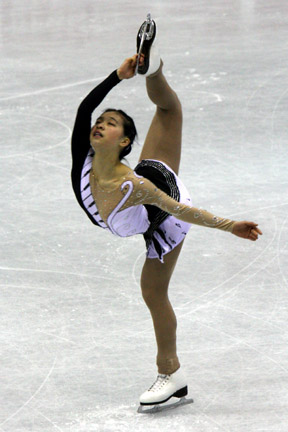
한손 비엘만 스핀
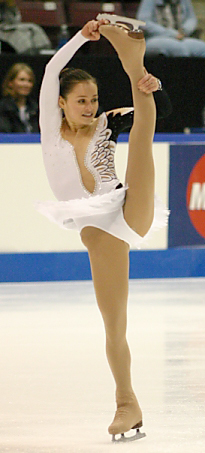
I 스핀(발목을 잡은 모습)
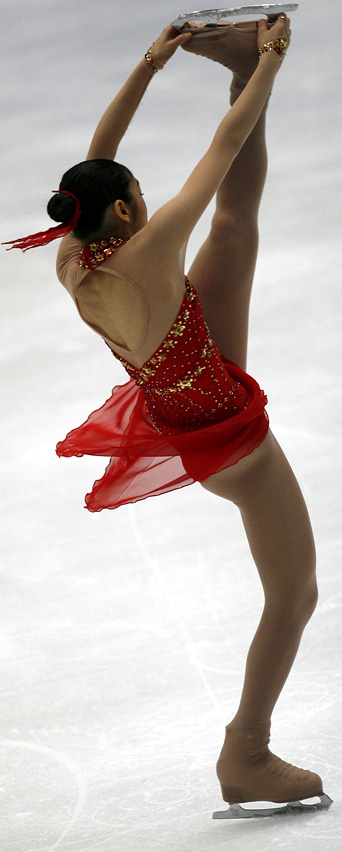
I 스핀(스케이트화를 잡은 모습)
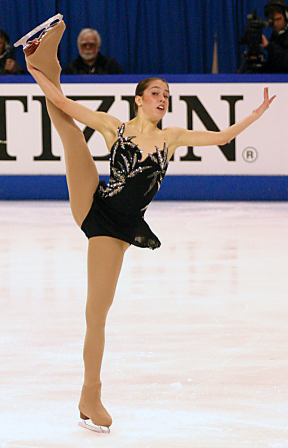
Y 스핀(발목을 잡은 모습)
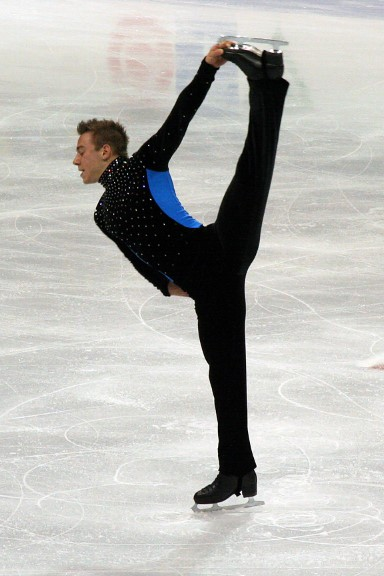
Y 스핀(스케이트화를 잡은 모습)
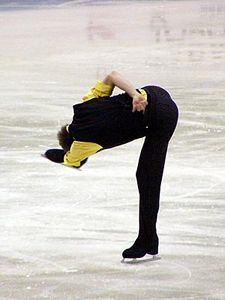
A 스핀
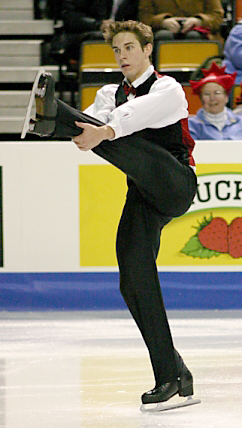
샷건(shotgun) 스핀

#### 싯 스핀
싯 스핀은 스케이팅 레그(빙면과 접촉해 있는 다리)의 밑면이 빙판과 평행일 정도로, 혹은 그보다 깊게 앉은 자세로 도는 스핀이다.레벨은 약자 SSp 바로 뒤에 숫자를 붙여서 SSp4 처럼 표시한다.
- 기본(basic) 싯 스핀 : 빙판에 놓인 발은 무릎을 굽히고 떠있는 발은 앞을 향해 뻗는다.
- 브로큰 레그(broken leg) 싯 스핀 : 떠있는 다리를 엉덩이 쪽으로 향하게 하는 싯 스핀이다.
- corkscrew 싯스핀 : 떠있는 발을 빙판에 놓은 발 뒤로 교차시킨 백(back) 싯 스핀이다.
- 플라잉(flying) 싯 스핀 : 점프를 하여 시작하는 싯 스핀이다.
- 팬케이크(pancake) 스핀 : 떠있는 발을 몸쪽으로 하며 상체는 구부려 마치 팬케이크 같은 모양을 만든다.
- 캐논볼(cannonball) 스핀 : 떠 있는 다리는 빙판에 놓은 다리의 허벅지 위에서 누르고 팔은 빙판에 놓아 다리를 눌러 캐논볼 모양을 한다.
- 데쓰드롭(death drop) : 공식적으로는 flying open Axel sit spin(플라잉 오픈 악셀 싯 스핀)으로 알려져 있으며 이 스핀은 악셀 점프의 도약으로 뛰어서 도약한 발을 뒤로 차고 착지하는 플라잉 스핀이다. 데쓰 드롭과 보통의 플라잉 싯스핀은 공중에서 취하는 자세가 차이가 있는데, 데쓰드롭은 빙판과 거의 수평의 공중 자세이다.

#### 카멜 스핀
카멜 스핀은 스케이팅 레그(빙면과 접촉해 있는 다리)를 곧게 펴고 프리 레그(빙판에 닿지 않은 다리)는 골반 높이와 평행하거나 높은 위치까지 올린 자세로 도는 스핀이다. 대개 상체가 빙판에 평행인 자세를 취하게 되지만 변형 자세에 따라서는 더 높은 위치를 바라보게 되기도 한다. 카멜 스핀의 변형 자세는 아래의 3가지로 분류된다. 레벨은 약자 CSp 바로 뒤에 숫자를 붙여서 CSp4 처럼 표시한다.
- 기본(basic) 카멜 스핀 : 떠있는 발을 엉덩이 높이 뒤로 뻗어서 수평이 되게 한다.
- 플라잉(flying) 카멜 스핀 : 점프 도입으로 하는 백(back) 카멜 스핀이다.
- 일루전(illusion)스핀 : 스핀을 하는 동안 몸을 위아래로 기울인다.
- 도넛(doughnut) 스핀 (카멜 사이드웨이 자세): 등을 뒤로 휘게 한 상태로 떠있는 발의 스케이트 날을 한팔 혹은 양팔로 잡고 몸을 수평의 원모양으로 만든다.
- 버터플라이(butterfly) 스핀 : 데쓰드롭과 유사하게 공중에서 빙판과 평행자세로 다리를 교차한다. 데쓰드롭의 악셀과 유사한 도약이 아닌 양발로 비틀어서 도약한다.
- 유나(Yuna) 스핀 (카멜 업워드 자세) : 카멜 스핀 시 뒤로 뻗은 다리를 굽히고 등을 바닥으로 향해서 도는 스핀이다. 고도의 체력을 요하는 고난이도 스핀으로 현재 이 기술을 구사할 수 있는 선수는 김연아가 유일하다.[2]

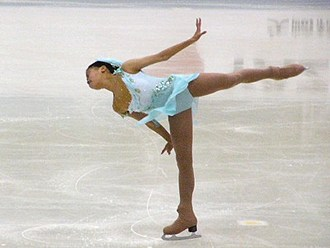
기본적인 카멜 스핀
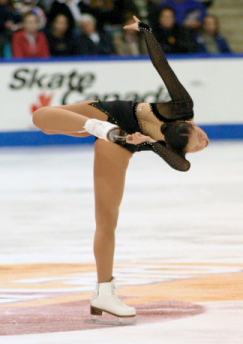
도넛 스핀
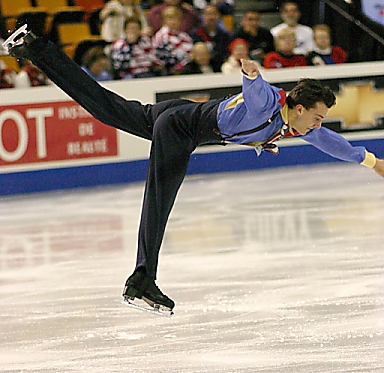
버터플라이 스핀
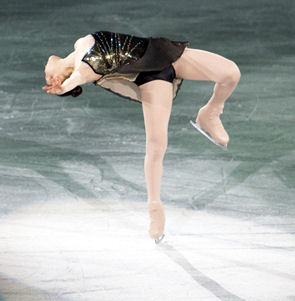
유나 스핀
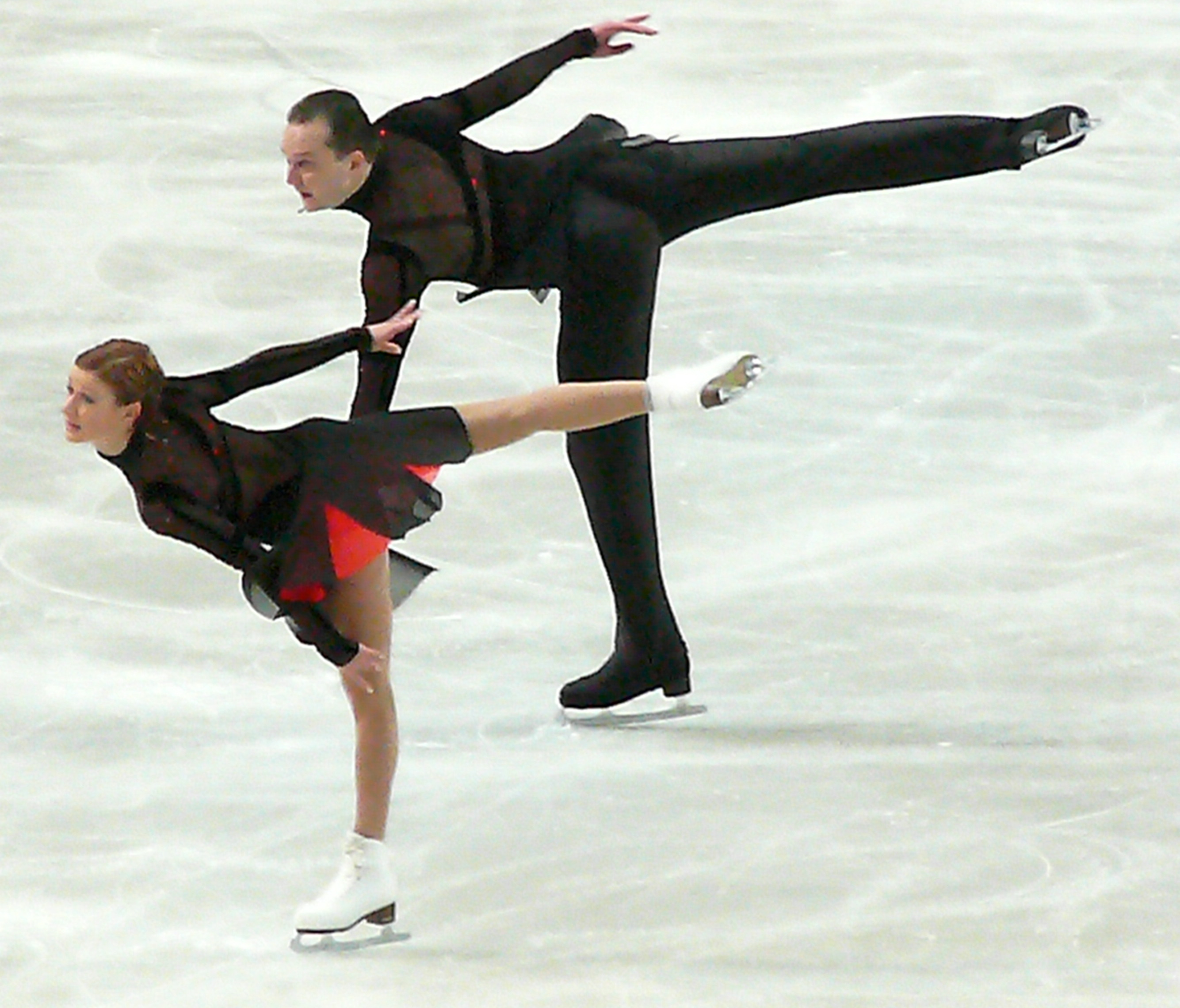
두 사람이 나란히 하는 카멜 스핀
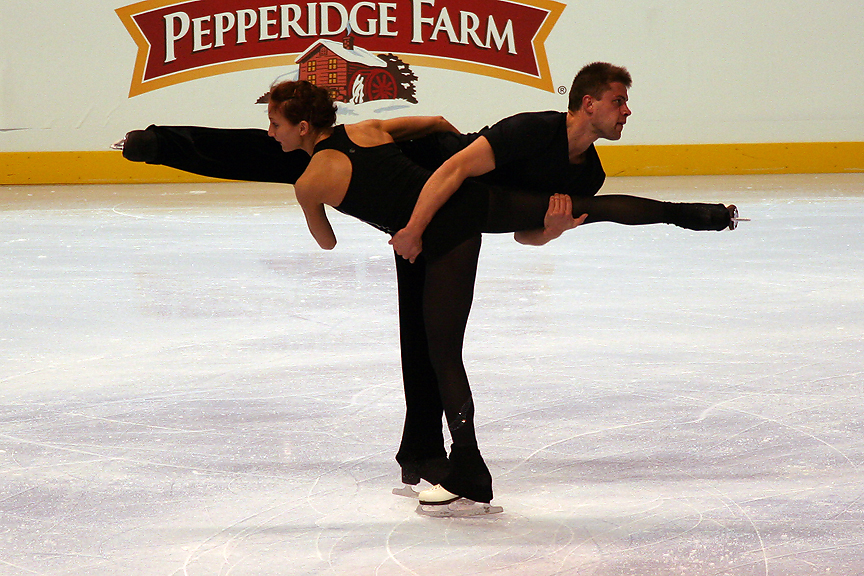
페어의 카멜 스핀
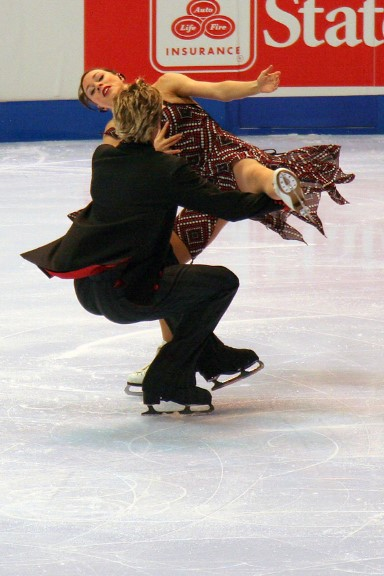
여자가 카멜 스핀 자세를 하고 남자는 앉는 자세의 아이스 댄싱의 스핀

### 리프트

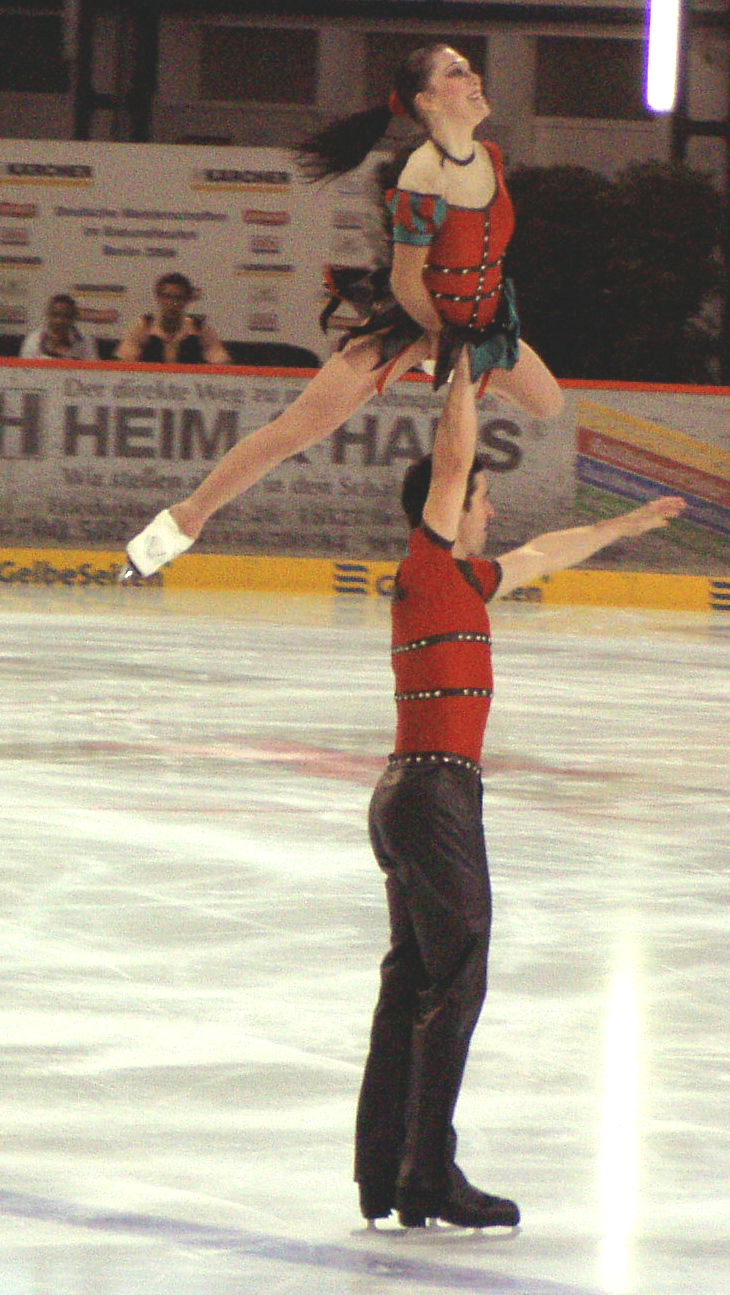
페어 스케이팅에서 머리 위에서 한손으로 리프트한 모습

리프트는 페어 스케이팅과 아이스 댄싱에서 주요한 요소이다. 페어와 아이스 댄싱의 리프트는, 아이스 댄싱에서는 상대방의 어깨 위로 올리면 안된다는 면에서 서로 구별된다.

### 스텝과 턴
스텝 시퀀스의 양식은 직선, 원형, 또는 S자 형태가 될 수 있다. 스텝 시퀀스는 턴(turn), 스텝(step), 뛰기(hop), 날 바꿈(edge change)으로 구성된다. 추가로, 스텝과 회전은 요소 간의 변환에도 사용될 수 있다.
선수가 스텝 시퀀스에 짜넣을 수 있는 턴은 다양한데, 다음과 같은 예를 들 수 있다.
- '쓰리 턴'(Three turn)은 스케이트 날이 곡선의 안쪽으로 회전하여 숫자 '3'을 닮은 자국을 남긴다.
- '브래킷 턴'(Bracket turn)은 스케이트 날이 곡선 바깥쪽으로 회전하여 중괄호('}')를 닮은 자국을 남긴다.엣지를 바꾼다.어려운 턴으로 스텝시퀀스에서 인정 받을 수 있다.
- '로커(Rocker)'와 '카운터(counter)'는 한 발로 회전하여 곡선과 방향을 바꾼다.둘 다 엣지를 유지하지만, 카운터는 역방향으로, 로커는 순방향으로 회전하는 데 차이가 있다.어려운 턴이다.
- '모호크(Mohawk)는 발을 바꾸지만 날(안쪽/바깥쪽)을 바꾸지 않는 것으로, '쓰리 턴'과 '브래킷 턴'에 대응된다.(모호크는 스텝이다.)
- '촉토(Choctaw)'는 발을 바꾸면서 날과 곡선을 바꾸며, '로커'와 '카운터'에 대응된다.어려운 스텝에 해당된다.
- '트위즐(Twizzle)'은 한쪽 발로 여러 방향으로 회전한다.어려운 턴에 해당된다.
- '룹턴(Loop)'은 빙판에 고리 모양을 만들면서 1회전을 한다. 어려운 턴에 포함된다.

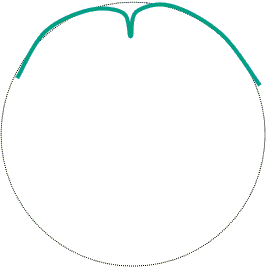
쓰리 턴
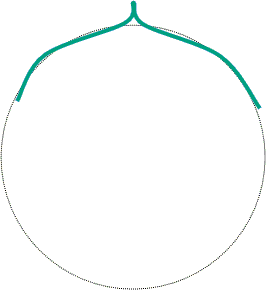
브라킷 턴
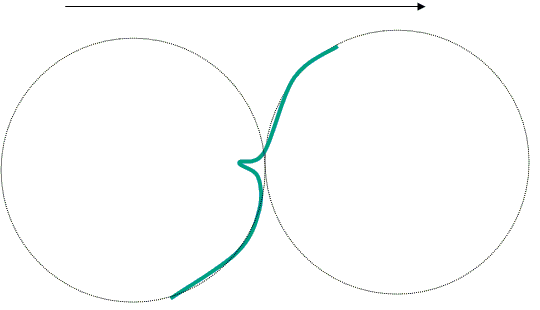
로커 턴
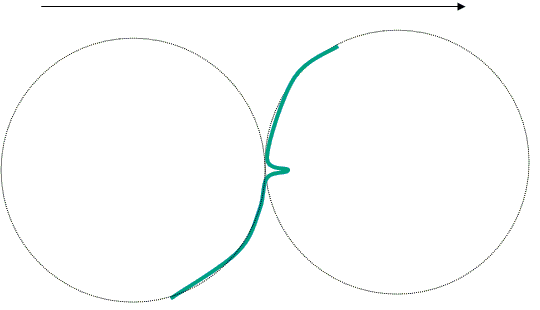
카운터 턴

프리 스케이팅에서 스텝 시퀀스에 포함시키거나 연결 요소로 사용할 수 있는 다른 기술로 '런지(lunge)'와 '스프레드 이글(spread eagle)'이 있다. 스프레드 이글은 두 발을 모두 같은 엣지로 두는 자세이다. 이나바우어(Ina Bauer)는 한 발은 아웃엣지, 다른 발은 인엣지로 움직인다. 레이백 이나바우어(Layback Ina Bauer)는 이나바우어 자세에서 팔을 위로 올리고 허리를 뒤로 굽혀서 아치모양으로 휘어지게 한다. '하이드로블레이딩(Hydroblading)'은 몸을 수평에 가까운 자세로 가능한 한 낮게 하는 것이다.

#### 스파이럴
스파이럴(spiral)은 선수가 특정 날로 한쪽 발이 엉덩이 위로 유지한 채 빙상을 가로지르는 기술이다. 스파이럴은 앞으로 또는 뒤로 진행하면서 실행할 수 있다. 스파이럴 시퀀스는 하나 또는 그 이상의 스파이럴 자세와 날이 연속적으로 실행되는 것이다.
스파이럴의 자세는 다양하다. 발은 몸 앞으로, 옆으로, 또는 뒤로 유지될 수 있다. 발이 선수의 손에 의해 받쳐지는 경우(supported spiral, 서포티드 스파이럴)와 그렇지 않은 경우(unsupported spiral, 언서포티드 스파이럴)가 있으며, 스케이트날을 잡는 경우(catch-foot position, 캐치풋 자세)도 있다. '캐치-풋' 자세의 가장 잘 알려진 것이 비엘만(Biellmann) 자세이다.
스파이럴 시퀀스는 여자 피겨스케이팅과 페어 스케이팅에서 요구되는데, 프리 스케이트에서의 필수 스텝 시퀀스 중 하나이다.
싱글 스케이터 스파이럴
- 캐치풋(catch foot,발을 잡는) 스파이럴 자세
  - 캐치풋 스파이럴
  - 비엘만 스파이럴
  - cross-grab(교차잡는) 스파이럴
  - Y 스파이럴

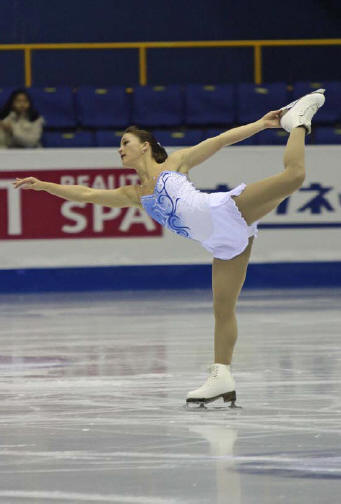
캐치풋(발을 잡는) 스파이럴
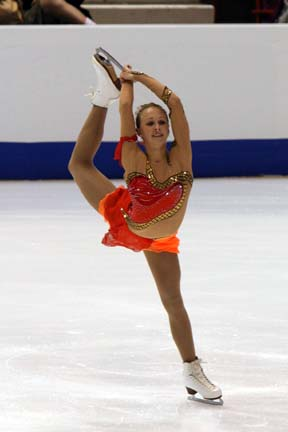
양손 비엘만 스파이럴
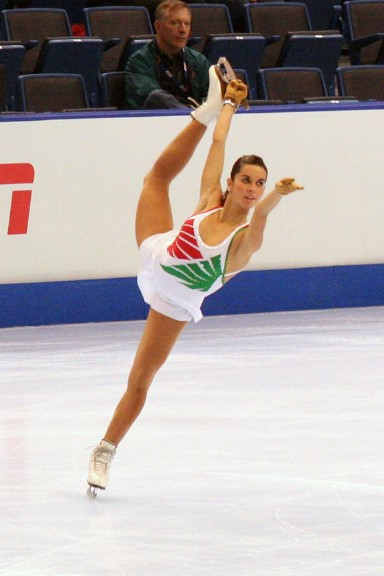
한손 비엘만 스파이럴
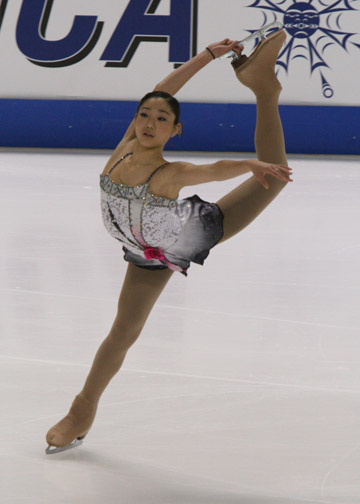
교차해서 잡는 한손 비엘만 스파이럴
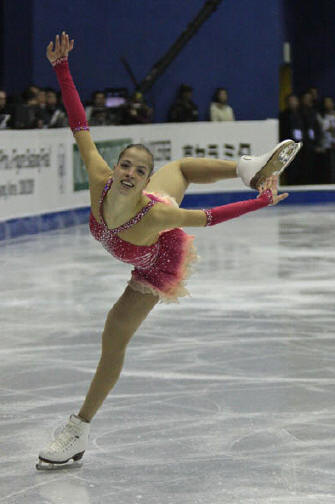
교차해서 잡는 캐치풋 스파이럴
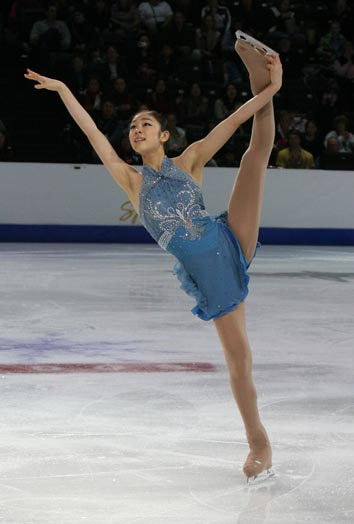
Y 스파이럴 (발목을 잡은 모습)
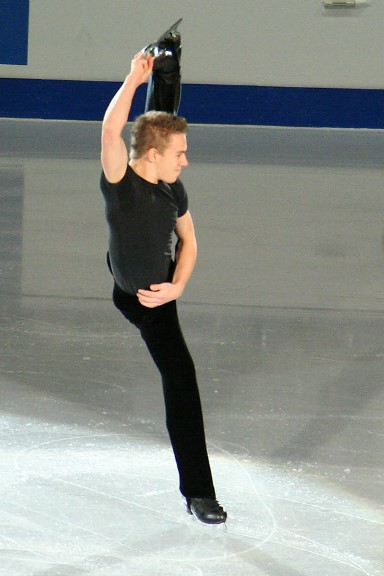
Y 스파이럴 (스케이트화를 잡은 모습)
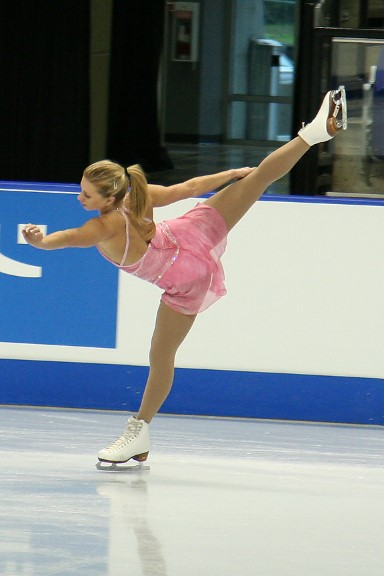
캐리건 스파이럴

- 언어시스티드(unassisted,잡지 않는) 스파이럴 자세
  - 아라베스크 스파이럴
  - 샬롯(charlotte) 스파이럴
  - 스키드(skid) 스파이럴 혹은 슬라이드(slide) 스파이럴
  - 팬 스파이럴

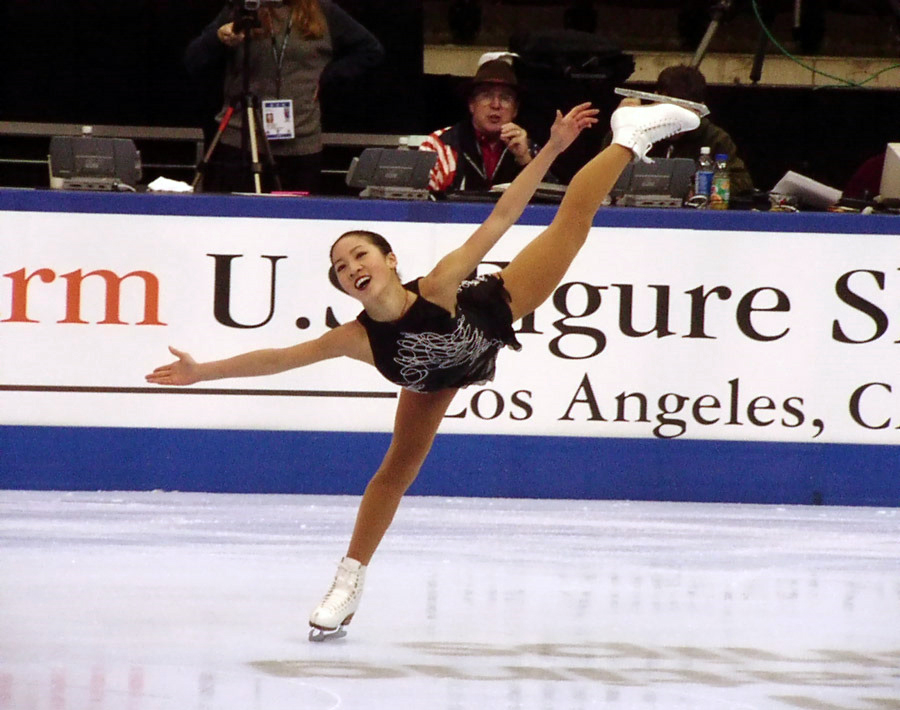
아라베스크 스파이럴
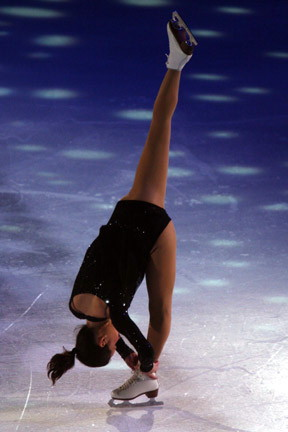
샬롯(Charlotte) 스파이럴
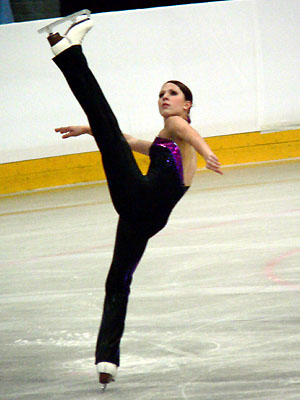
팬(pan) 스파이럴

페어 스케이터 스파이럴

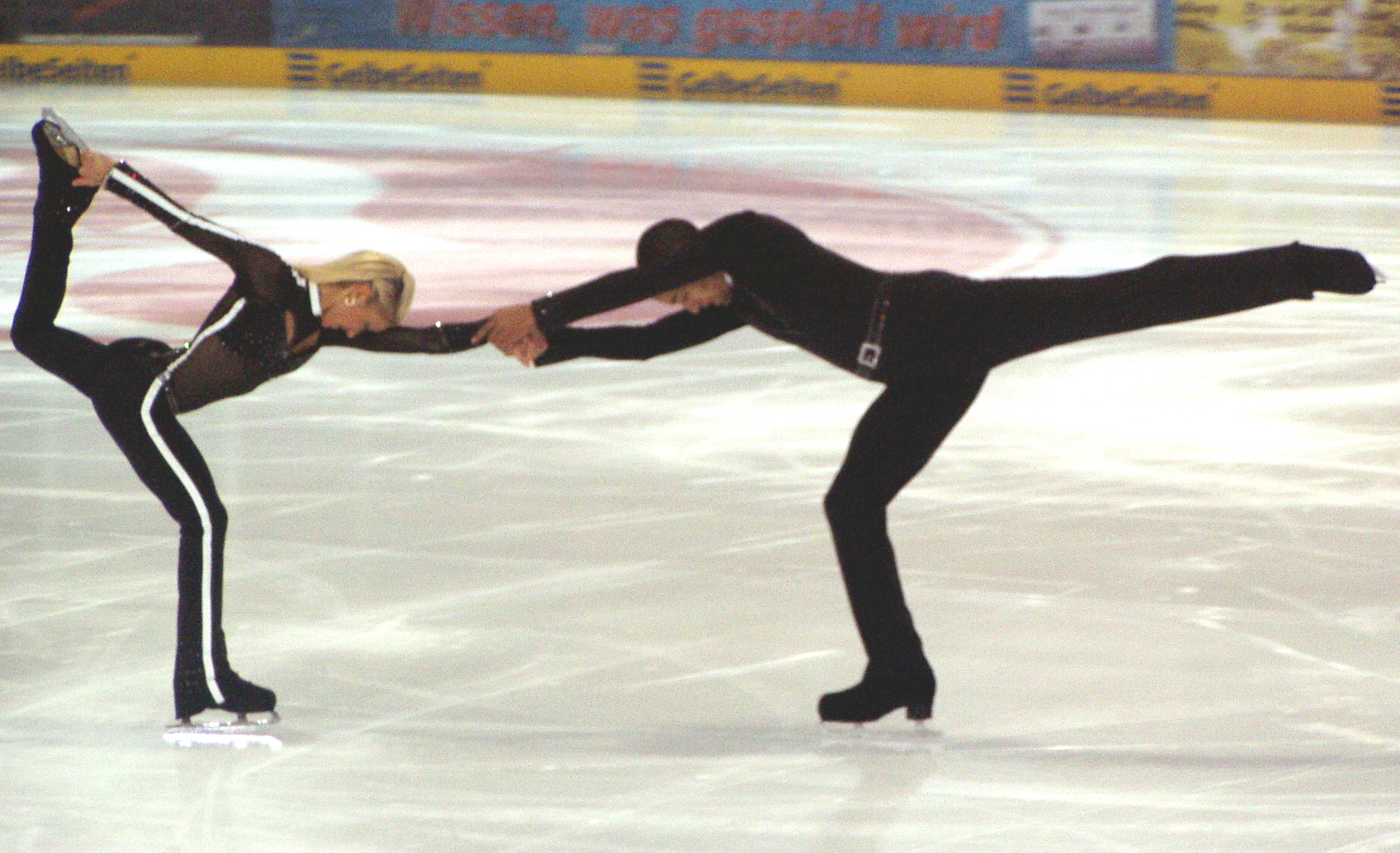
캐치풋과 아라베스크 스파이럴
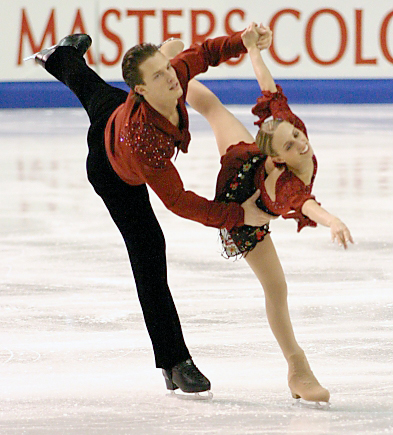
페어 아라베스크 스파이럴
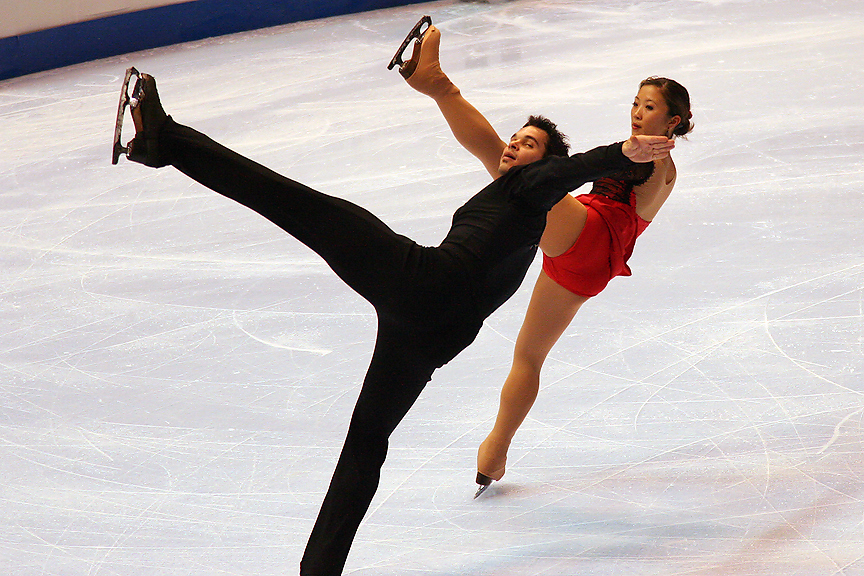
페어 팬 스파이럴
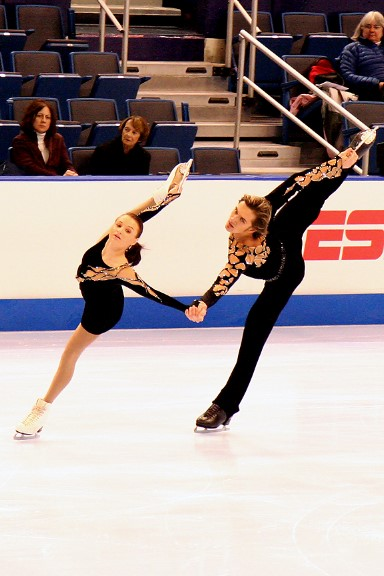
페어 비엘만 스파이럴
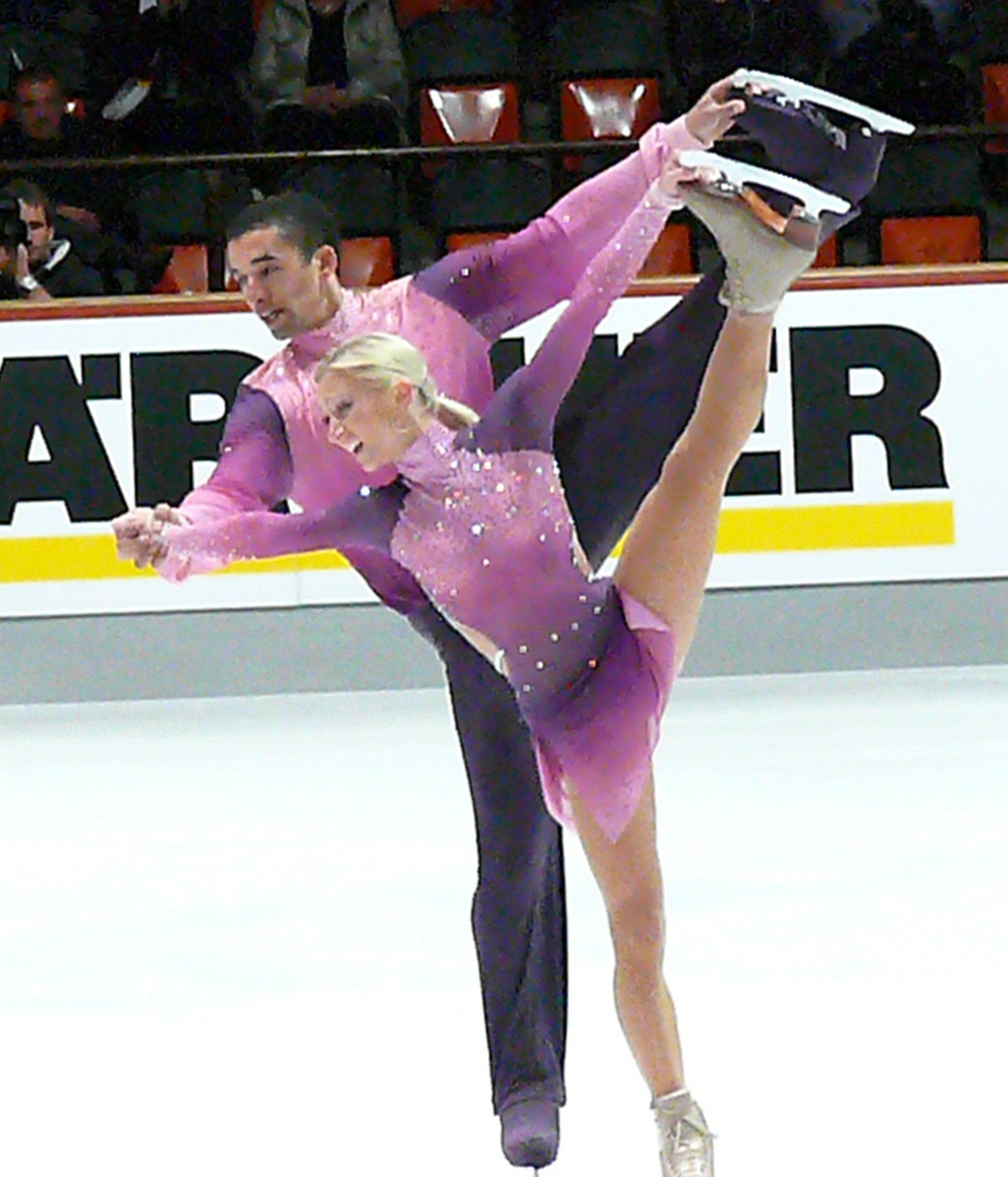
페어 Y 스파이럴
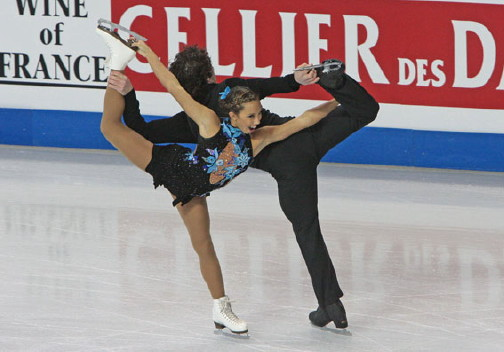
페어 캐치풋 스파이럴
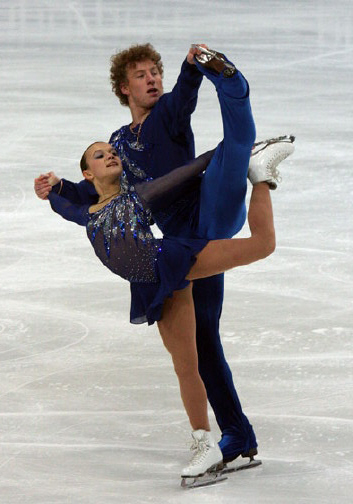
Y와 캐치풋 스파이럴

## 경기 형식과 채점
국제 빙상연맹에서 월드 챔피언쉽과 동계 올림픽 게임의 피겨스케이팅 경기를 포함한 피겨스케이팅의 국제 경기를 주관한다.
싱글과 페어 스케이팅 경기에서, 참가자는 '쇼트 프로그램'과 '프리 스케이팅'의 두 가지 정해진 연기를 수행해야 한다. '쇼트 프로그램'에서 선수는 목록에 제시된 여러 개의 점프, 스핀, 스텝으로 구성된 필수 요소들을 완료해야 한다. '프리 스케이팅' 또는 '롱 프로그램'에서 선수는 이보다 더 많은 요소를 선택한다. 아이스 댄싱 경기는 주로 하나 또는 그 이상의 필수 댄스, 독자적인 댄스, '프리 댄스'의 세 가지 형태로 구성된다.
채점기준은 2002년까지는 여러 명의 심사위원이 0점부터 최고 6점까지 소수점 이하 한 자리 단위로 점수를 매겼으나, 2004년의 판정 시비로 2006년 이후로는 모든 국제 경기에 국제빙상연맹(ISU, International Skating Union)의 기준이 적용되었다.

### 2004년 이전: 6.0 체계
6.0 체계(The 6.0 System)는 구채점제라고도 하며 0.0점부터 6.0점까지 매겨진다. 각각 매겨진 쇼트프로그램과 프리프로그램을 합산하여 순위를 결정한다.

### 2004년 이후: 국제빙상연맹 채점 체계
ISU 채점시스템(The ISU Judging System, 국제빙산연맹 판정체계)은 신체점제 라고도 불리며 채점 체계가 바뀌게 된 계기는 2002년 동계올림픽때의 판정시비로 인해 2004년부터 새롭게 도입되었다. 각 요소마다 점수가 더해지는 체계이다.
- 테크니컬 스페셜리스트에 의해 기본 평가가 이루어진다. 테크니컬 심판은 점프의 도약과 착지시 엣지와 회전수 등을 평가하며 스핀, 스파이럴의 레벨을 결정한다.
- 점수표(protocol)는 TES(total element score, 총 요소 점수)와 PCS(program component score, 프로그램 구성점수)를 합산한 결과이다. 각 기술요소는 기초점과 가산점(GOE)가 합산되어 TSS(total segment score, 총점)이 된다.
- TES는 각 기술 요소를 평가한다. 테크니컬 스페셜 리스트를 제외한 12명의 심사위원(패널)은 요소 수행 정도와 질에 따라 차등하여 GOE 점수를 준다. GOE(grade of execution)는 수행 정도 표시 점수이며, GOE는 -5점부터 +5점까지 표시되고 컴퓨터에 의해 랜덤 과정을 거쳐 12명의 심사위원 중 9명의 것이 무작위 선발된다. 선수가 잘못된 엣지로 점프를 도약했을 시 e표시가 프로토콜에 표시되며 이때 심사위원은 GOE에 반드시 -를 주어야 한다. 또한 점프 도약이 모호한 경우 !가 프로토콜에 표시되며 GOE 점수 결정은 12명의 각 심사위원의 재량에 따른다. 단, 점프의 e와 !에 대한 결정은 테크니컬 스페셜리스트가 결정한다. 각 점프의 기초점은 쿼드토룹(9점), 트리플악셀(8.5)점, 트리플러츠(6점), 트리플플립(5.3점), 트리플룹(5.1점), 트리플살코(4.2점), 트리플토룹(4.1점), 더블악셀(3.3점)이다.
- PCS의 프로그램 구성을 평가한다. 내용은 다음과 같다.

1. skating skills (SS) :스케이팅 기술
2. transitions (TR) : 동작 사이의 연결
3. performance/execution (PE) : 연기력
4. choreography (CH) : 안무
5. interpretation (IN) : 곡의 해석

## 장비

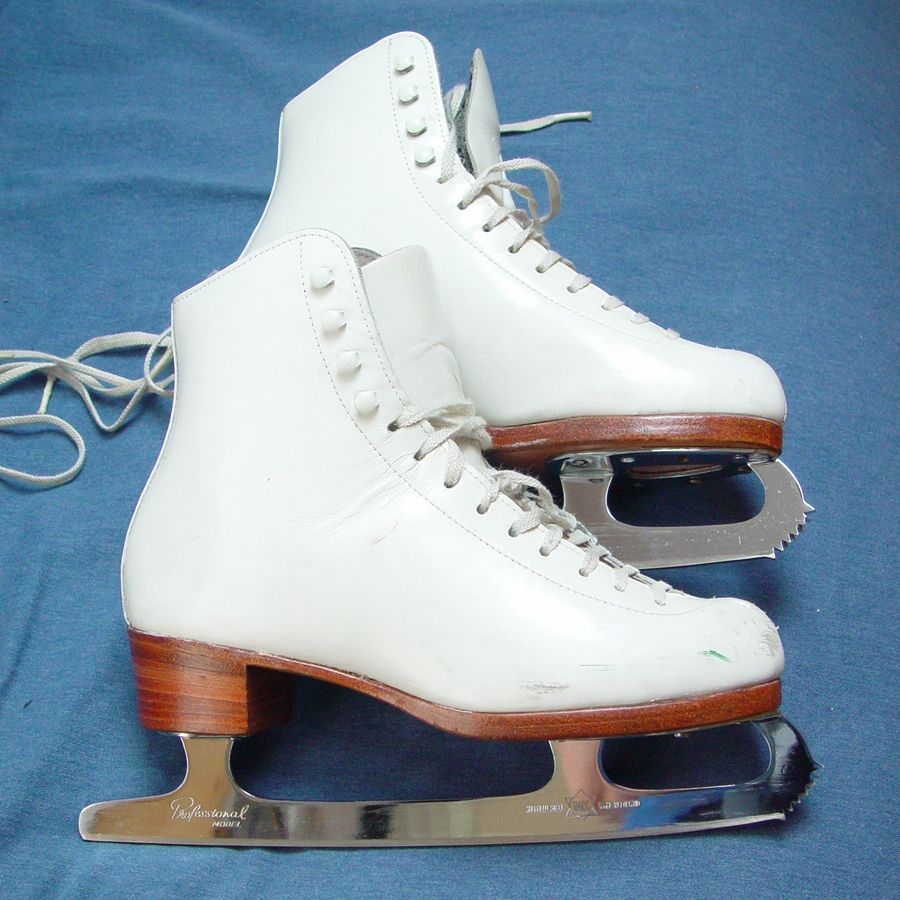
피겨 스케이트화

마스터반
- 피겨스케이트화
- 엉덩이보호대
- 스케이트날뚜껑

기초반
- 헬멧
- 스케이트화
- 스케이트날뚜껑
- 보호장비

## 같이 보기
- ISU 채점 체계
- 쇼트 프로그램
- 프리 스케이팅
- 싱글 스케이팅
- 싱크로나이즈드 스케이팅
- 페어 스케이팅
- 아이스 댄싱
- 스피드 스케이팅
- 피겨스케이팅 선수 목록

### 영어
- (en:Short program (figure skating))
- (en:Free skating)
- (en:Single skating)
- (en:Synchronized skating)
- (en:Pair skating)
- (en:Compulsory figures)